# Diabolical
Diabolical — пятнадцатый студийный альбом немецкой трэш-метал-группы Destruction, выпущенный 8 апреля 2022 года на лейбле Napalm Records. Это первый альбом группы за всю их 40-летнюю карьеру, записанный без гитариста и основателя Майка Зифрингера, который покинул коллектив в 2021 году.

## Продвижение
16 декабря 2021 года группа анонсировала выход нового студийного альбома, посвящённого 40-летнему юбилею группы. Тогда же был выпущен сингл «Diabolical», на который был снят клип. Вокалист и басист группы, Шмир, сказал, что «Diabolical» олицетворяет собой весь альбом: «чистый олдскульный трэш-метал».
8 февраля Destruction объявили о гастролях, посвящённых выходу нового альбома. В 26-дневном туре по Северной Америке к группе присоединятся Nervosa, Sunlord и VX36. Тур начнётся 28 апреля в Бруклине, штат Нью-Йорк, проедет по целому ряду городов, а закончится выступлением Destruction на фестивале Maryland Deathfest в Балтиморе, штат Мэриленд, 29 мая.
24 февраля 2022 года вышел второй сингл «No Faith in Humanity». По словам Шмира, трек «бросает в лицо послание: только солидарность является ключом к выживанию нашего рода».
5 апреля того же года группа выпустила последний, третий, сингл «Repent Your Sins». Шмир прокомментировал: «Музыка и сама песня показывают более грувовую часть нашей новой пластинки. Текст песни посвящён истории насилия в католической церкви. Клип на песню пытается показать душевные терзания преступника».

## Список композиций
| №                   | Название                                       | Длительность |
| ------------------- | ---------------------------------------------- | ------------ |
| 1.                  | «Under the Spell»                              | 1:13         |
| 2.                  | «Diabolical»                                   | 4:09         |
| 3.                  | «No Faith in Humanity»                         | 4:17         |
| 4.                  | «Repent Your Sins»                             | 4:08         |
| 5.                  | «Hope Dies Last»                               | 3:34         |
| 6.                  | «The Last of a Dying Breed»                    | 4:09         |
| 7.                  | «State of Apathy»                              | 3:46         |
| 8.                  | «Tormented Soul»                               | 4:45         |
| 9.                  | «Servant of the Beast»                         | 3:49         |
| 10.                 | «The Lonely Wolf»                              | 3:54         |
| 11.                 | «Ghost from the Past»                          | 3:04         |
| 12.                 | «Whorefication»                                | 3:59         |
| 13.                 | «City Baby Attacked by Rats» (кавер на G.B.H.) | 2:29         |
| Общая длительность: | Общая длительность:                            | 47:16        |

## Участники записи
- Марсель «Шмир» Ширмер — бас-гитара, вокал
- Мартин Фурия — гитара
- Дамир Эскич — гитара
- Рэнди Блэк — ударные, перкуссия